# Sigale
Sigale es una comuna francesa situada en el departamento de Alpes Marítimos, en la región Provenza-Alpes-Costa Azul.

## Demografía
| 138 | 112 | 155 | 145 | 160 | 181 | 197 |
| Para los censos de 1962 a 1999 la población legal corresponde a la población sin duplicidades (Fuente: INSEE [Consultar]) |     |     |     |     |     |     |